# Élections en Eswatini
Des élections législatives ont lieu tous les cinq ans en Eswatini. Les citoyens élisent cinquante-cinq des soixante-cinq députés de l'Assemblée, les dix autres étant nommés par le roi. Le Sénat, pour sa part, n'est pas élu au suffrage direct : il comprend trente membres, dont dix élus par l'Assemblée et vingt nommés par le roi.
Les partis politiques étant interdits, les candidats sont officiellement des indépendants. Pour se présenter, un candidat doit obtenir le soutien de dix personnes au sein de sa chefferie. Une élection locale a lieu, le vainqueur étant le candidat de la chefferie. Une élection régionale oppose les candidats de plusieurs chefferies, et le vainqueur au niveau régional devient député.
Les représentants élus du peuple ont peu de pouvoir. L'Eswatini est une monarchie absolue, et l'Assemblée est, selon l'agence Associated Press, « privée de tout pouvoir et entièrement soumise au roi ».
Les élections les plus récentes ont eu lieu en septembre 2018.